# 아카호정
아카호정(赤穂町)은 나가노현 가미이나군에 있던 정이다. 현재의 고마가네시에 해당한다.

## 역사
- 1889년 4월 1일 - 정촌제 시행에 의해 2촌의 구역을 확장해 가미이나군 아키호촌이 성립하였다.
- 1940년 4월 17일 - 정으로 승격해 아키호정이 되었다.
- 1954년 7월 1일 - 미야다정, 나카자와촌, 이나촌과 합병해, 고마가네시가 성립하여, 동일 아카호정은 폐지되었다.

## 교통

### 철도
- 일본국유철도
  - 이다선

### 도로
- 국도 제153호선

## 참고문헌
- 角川日本地名大辞典 20 長野県